# Гогебашвили, Яков Семёнович

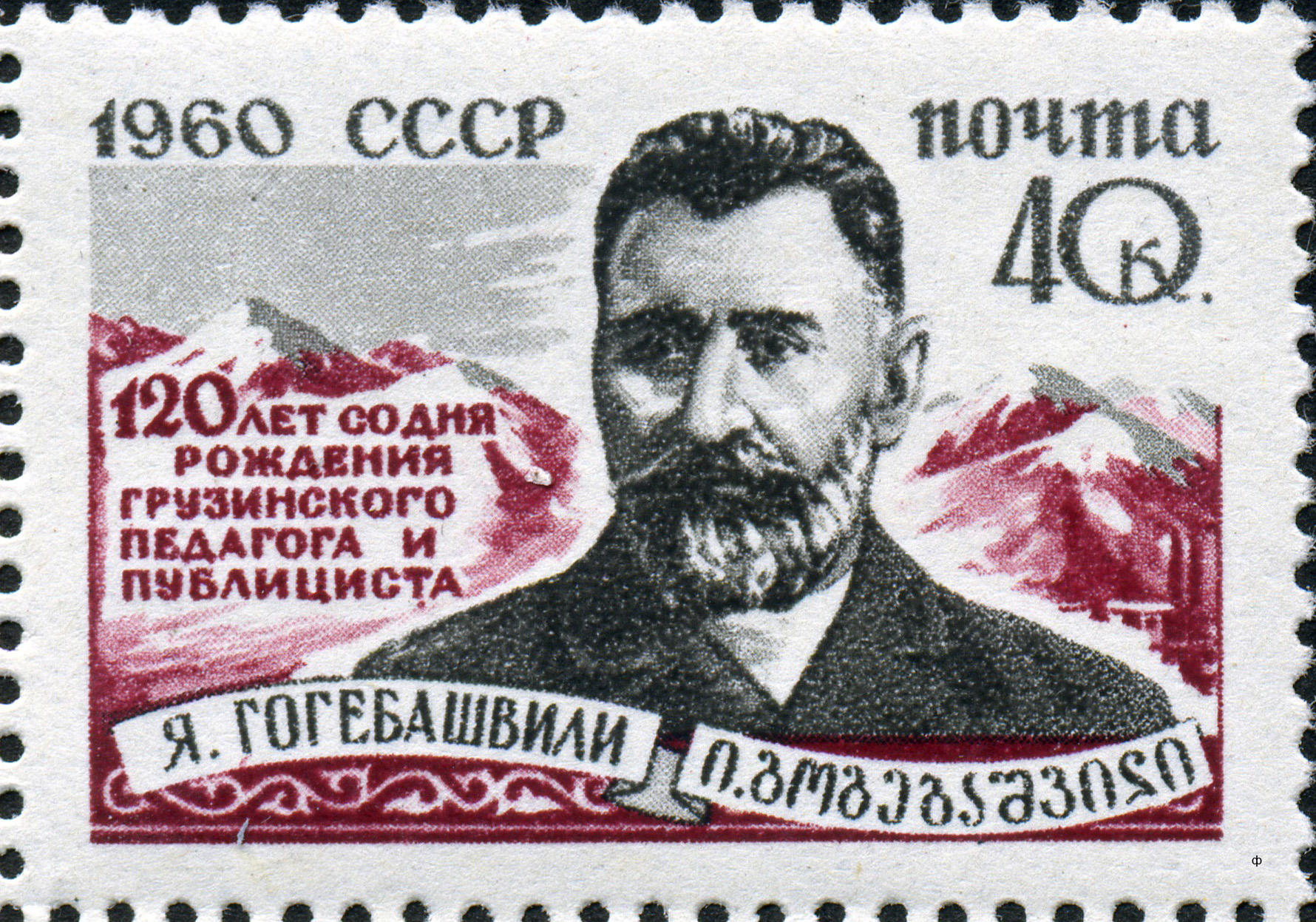
Почтовая марка СССР, 1960 год

Яков (Иакоб) Гогебашвили (груз.  იაკობ სიმონის ძე გოგებაშვილი; 15 октября 1840 — 1 июля 1912) — грузинский педагог, публицист, детский писатель и журналист, считается основателем научной педагогики в Грузии.
Известен также своим виртуозно составленным букварём для детей «Деда эна» (груз. დედა ენა — «Родной язык»), который в обновлённом виде и по сей день является учебным пособием в грузинских школах. С 1880 года каждый грузин учился читать и писать на родном языке с помощью букваря Гогебашвили. Разработал методику преподавания русского языка в грузинских школах.

## Биография
Яков Гогебашвили родился в деревне Вариани близ Гори (Грузия) в бедной семье священника Симона Гогебашвили 15 октября (27 октября по новому стилю) 1840 года. До девяти лет получал домашнее воспитание под руководством отца.
Учился в духовном училище в Гори и с 1849 г. Тифлисской духовной семинарии, а затем поступил в духовную академию в Киеве в 1861 году. Одновременно он посещал лекции по естественным наукам в Киевском университете, где он познакомился с политическими идеями русских просветителей, таких как Герцен, Белинский и Чернышевский. Тем не менее, в отличие от многих современных ему грузинских студентов, он не подпал под влияние русских радикалов. Большее влияние на становление Якова Гогебашвили оказала духовная семинария. Возвратившись в Грузию в 1863 году по болезни, он преподавал арифметику и географию в Тифлисской духовной семинарии, а затем стал её инспектором.
Гогебашвили был активным участником национально-либерального движения и группы «Пирвели Даси». Его имя ставят в один ряд с именами Ильи Чавчавадзе и Акакия Церетели. Квартира Гогебашвили, посещаемая студентами семинарии, вскоре стала убежищем для обсуждение запрещённых тем искусства и политики. Его активная позиция привела к тому, что в 1874 году Гогебашвили уволили по приказу священного Синода, с тех пор он не занимал государственных постов. Его обвинили в политическом двурушничестве, сепаратизме и пропаганде среди учащихся атеизма, либерализма и радикализма.
После этого Гогебашвили посвятил всю свою энергию делу распространения образования среди своих соотечественников. В 1879 году он участвовал в создании Общества по распространению грамотности среди грузин. Гогебашвили боролся с русификацией, остановил процесс эрозии грузинского языка, чей статус он сравнивал с «несчастным подкидышом, лишённым всех забот и защиты.» Гогебашвили быстро приобрёл влияние среди интеллигенции и стал соратником Ильи Чавчавадзе, который возглавлял движение за национальное возрождение грузинской нации, до убийства Чавчавадзе в 1907 году.
Наиболее известное произведение Гогебашвили, букварь Деда Эна, было впервые опубликовано в 1876 году. Переход от алфавита к литературным текстам, ряд энциклопедических статей, букварь прошёл через бесчисленные издания, обновления и модификации, и стал эталоном букваря на грузинском языке.
Кроме букваря, Якоб Гогебашвили подарил детям ещё две большие книги: «Ключ к природе» и «Русское слово». Переводил на грузинский язык лучшие рассказы Л. Н. Толстого, К. Д. Ушинского и других русских авторов. Участвовал в создании первого детского журнала, написал множество рассказов.
Из актуальных общественных проблем своей эпохи Якоб Гогебашвили считал первостепенной национальную проблему. Как он сам говорил, «это объясняется тем обстоятельством, что наше национальное положение более опасно, чем экономическое. Национальная сторона нашего существования была болезненной и беспокоила нас сильнее, чем социальная».

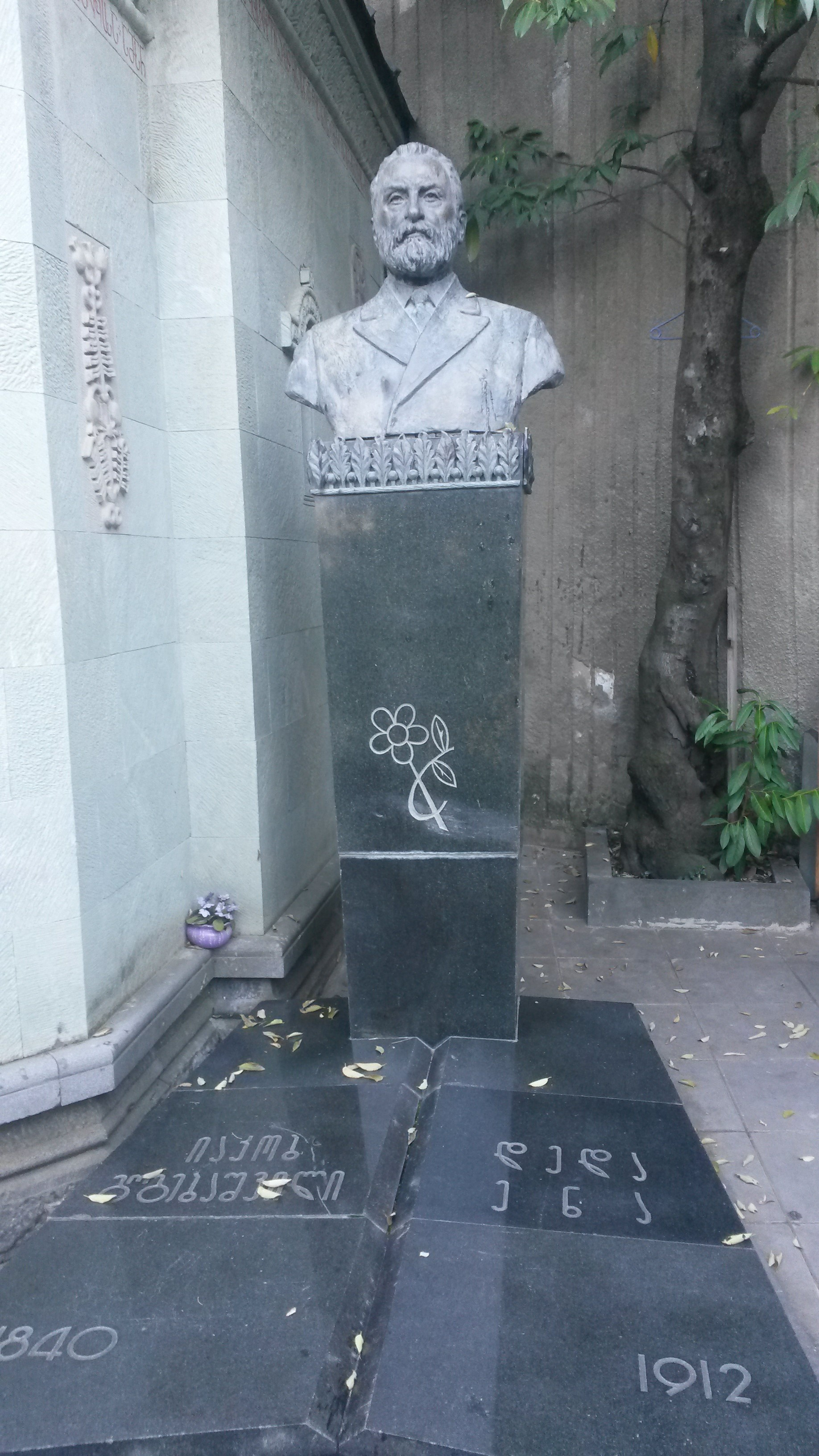
Памятник на могиле Якова Гогебашвили в пантеоне Мтацминда

Умер 1 июня (14 июня по новому стилю) 1912 года в Тифлисе. В 1940 году его прах был перезахоронен в пантеоне Мтацминда.

## Память

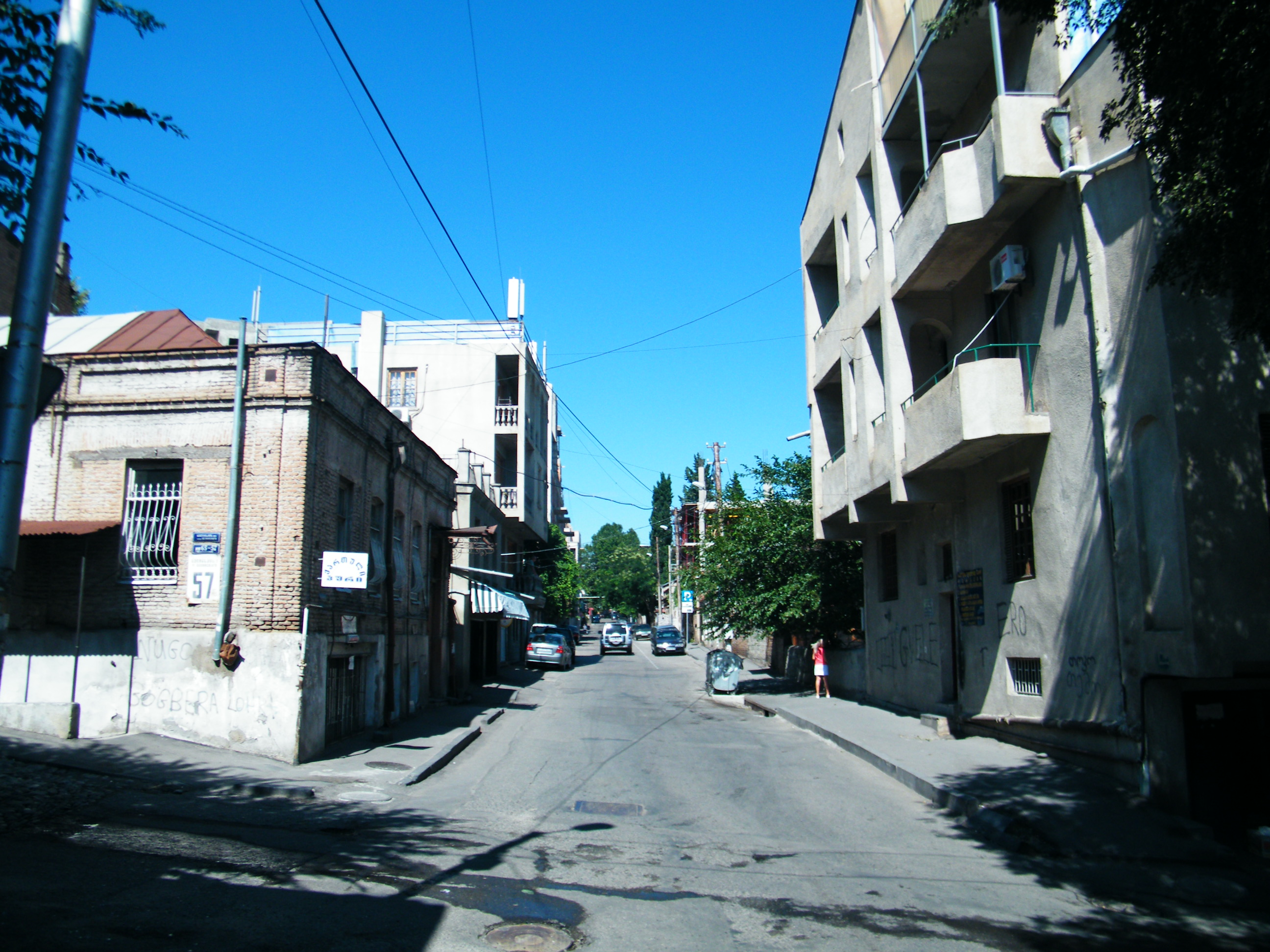
Улица Гогебашвили в Тбилиси

- Правительством Грузинской ССР в 1960 году была учреждена медаль им. Гогебашвили, которой награждаются деятели педагогической науки и народного просвещения.
- В 1960 году была выпущена почтовая марка СССР, посвященная Гогебашвили.
- Телавский государственный педагогический институт имени Я. Гогебашвили.
- Имя Гогебашвили носит улица и переулок в Тбилиси, Мцхета, так же Гори, Хашури, Боржоми, Зестафони, Цхалтубо, Сенаки, Хоби, Зугдиди, Кутаиси, Батуми, Кобулети, Марнеули,
- С 1969 года проводится республиканский праздник знания «Якобоба».
- Парк Якова Гогебашвили в городе Гори.